# Iranotmethis
Iranotmethis es un género de insectos ortópteros de la subfamilia Thrinchinae, familia Pamphagidae. Se distribuye en Irán.

## Especies
Las siguientes especies pertenecen al género Iranotmethis:
- Iranotmethis cyanipennis (Saussure, 1884)
- Iranotmethis luteipes Bey-Bienko, 1951
- Iranotmethis persa (Saussure, 1888)